# Marcel Chotin
Marcel Chotin, né le 24 avril 1888 à Paris et mort le 20 décembre 1969 à Boulogne-Billancourt, est un artiste peintre et dessinateur français .

## Biographie
Marcel Lucien Émile Chotin naît le 24 avril 1888 dans le 11e arrondissement de Paris, de l’union de Lucien Chotin et de Marie Julie Beringer . On ne sait rien de ses origines modestes, ni des aspirations qui l’orientèrent vers la profession d’artiste peintre. Son parcours n’est documenté qu’à partir de 1911, quand il entre, à 23 ans, dans l’atelier de fresque de Paul Baudoüin, qui vient d’ouvrir à l’École des Beaux-Arts de Paris. Parmi les nouvelles recrues de l’atelier figure également Maurice Loutreuil, qui deviendra l’ami et le mentor de Chotin, jusqu’à son décès prématuré, en 1925. Le duo est rejoint, à la fin de l’année 1912, par André Masson, d’une dizaine d’années leur cadet. Leurs amitiés respectives, dont Loutreuil est le ciment, sont peu connues mais authentiques, comme l’atteste la chaleureuse correspondance qu’entretiennent les trois camarades . Celle-ci, en partie publiée par Jean-François Levantal, décrit les moments de joie et de désespoir inhérents à la vie de bohème qu’ils se sont choisie. Ensemble, ils fréquentent les académies et les cafés de Montparnasse où s’exposent et se décident alors les orientations nouvelles de l’art moderne.
Chotin et Loutreuil partagent leurs premières commandes au sein de l’atelier de Paul Baudoüin. Les premiers travaux documentés sont d’ordre décoratif à l’image des ornements qu’ils doivent peindre à fresque, à la demande de l’architecte Georges Pradelle, pour la façade d’un immeuble de Neuilly-sur-Seine, en juillet 1912. En avril 1913, Loutreuil reçoit la commande du décor de la porte d’entrée du Pavillon français de l’Exposition universelle de Gand (avril-octobre 1913), sa plus prestigieuse commande jusqu’alors. Loutreuil obtient de l’architecte Raoul Brandon, également professeur à l’École de Beaux-Arts, de partager la commande avec Marcel Chotin. Leur tâche est en soi modeste puisqu'il s’agit d’entourer d’une fresque décorative la porte d’entrée du pavillon des ouvriers. Toutefois, les deux compères sont ravis et partent pour Gand au début du mois de juin 1913. Ils restent 10 jours  sur place le temps d’achever le décor en trompe-l’œil de la porte principale du Pavillon. Celle-ci se présente comme un pastiche, mélange d’architecture classique et baroque, tel qu’on pouvait le promouvoir alors à l’école des Beaux-Arts. Leur professeur Brandon, très satisfait de leur travail, gratifie aussitôt Loutreuil d’une seconde commande pour dix-huit panneaux décoratifs à peindre pour un hôtel particulier de Passy. La commande sera, à la demande de l’intéressé, déléguée à Chotin et Masson dont on ne sait s’ils s’en sont finalement acquittés.
Parallèlement à ses chantiers décoratifs, Chotin adresse logiquement une « peinture à fresque » pour sa première participation au Salon de la Société nationale des beaux-arts, en 1914, où il concourt dans la Section Art Décoratif. Après la guerre, en 1922, Chotin se présente de nouveau au Salon de la Société Nationale des Beaux-Arts, mais cette fois dans la Section Peinture. Les constructions ayant été stoppées pendant la guerre et, avec elles l’essentiel des chantiers décoratifs, Chotin, à l’instar de Loutreuil, a abandonné l’art de la fresque pour se consacrer, dès lors, à la peinture à l’huile.

### Séjour à New-York
La guerre de 1914 sépare temporairement le triumvirat formé par Loutreuil, Masson et Chotin. Chacun rencontre alors de grandes difficultés, à la fois de conscience et de subsistance. Loutreuil, pacifiste exalté, choisit l’exil plutôt que la guerre. Masson répond à l’appel de l’armée, en 1915, non sans hésitation, tout comme Chotin du reste, mais ce dernier est réformé en 1917. Il profite de sa démobilisation pour monter dans le bateau qui emmène la troupe du théâtre du Vieux Colombier à New York. Arrivé au mois de novembre, Chotin, sous la direction de Louis Jouvet, alors régisseur du théâtre avec Jacques Copeau, participe à la réalisation des décors de scène. La troupe parisienne, installée pour deux saisons au Garrick Theater, donne pas moins de 345 représentations en 283 jours.  
Le séjour de Chotin à New York s’achève fin 1919 avec le retour à Paris de la troupe du Vieux Colombier. L’année 1920 démarre sur une initiative originale de Loutreuil qui invite Chotin à participer au premier et dernier Salon de l’Œuvre Anonyme. La manifestation, présidée par Charles Vildrac, est accueillie par la Galerie Devambez. Elle regroupe une centaine d’artistes, français et étrangers, qui acceptent d’exposer ensemble anonymement. Loutreuil pense qu’il s’agit de la seule manière de garantir au public une « appréciation impartiale des œuvres ». La critique est divisée sur le principe. Certains s’enthousiasment, d’autres ne voient dans cette première qu’un « salon des devinettes ». Le jeu n’est pourtant pas sans mérite puisque, parmi les artistes invités, des spécialistes comme Charles Fegdal, ont eu tôt fait de démasquer les signatures de René Jean, Henri Matisse, Foujita, Raoul Dufy, ou encore Albert Gleizes. Leur participation souligne l’estime dans lequel ils tenaient Loutreuil, chef d’orchestre et exposant lui-même à cet événement. Celui-ci donne une idée du cercle des peintres que Chotin pouvait fréquenter dans le giron de Loutreuil. Les deux compères terminent l’année 1920 par une escapade à Quimper. Sur place, les deux amis peignent, à plusieurs reprises, leurs portraits respectifs.

### Les expositions
La décennie 1920 est riche d’évènements et de sollicitations pour Marcel Chotin dont les peintures sont exposées au Salon d’Automne et à celui des Indépendants, en même temps qu’elles figurent aux cimaises de nombreuses galeries parisiennes. 
De nouveau chez Devambez, Chotin est convié par Loutreuil, en juin 1921, à exposer trois tableaux. Au premier étage de la galerie du boulevard Malesherbes, ses œuvres font face au Lapin écorché de Chaïm Soutine et à une sculpture de Julio González placée au centre de la salle. Chotin fait partie du « groupe des modernes » que Loutreuil, commissaire de l’exposition, a volontairement opposé à celui des « peintres pompiers » habitués du Salon des Artistes Français. 
En 1924, du 9 février au 14 avril, Chotin, membre de la Compagnie des peintres et sculpteurs professionnels, expose deux toiles  à La Closerie des Lilas aux côtés de Germain Delatousche, Jean Fernand-Trochain et de neuf autres peintres.
En 1925, du 26 avril au 16 mai, la galerie Le Vermillon consacre à Marcel Chotin une grande exposition monographique rassemblant une cinquante de peintures dont « cinq ou six paysages de premier ordre », selon Paul Husson. Selon lui toujours, Chotin « sait exprimer le sens de la grandeur, l’envolée puissante des plaines, les masses lourdes d’arbres tachant l’uniformité des terres, l’intensité des ciels lointains qui bornent le décor. Certains chemins creux bordés par les arbres nus d’hiver évoquent la puissance dépouillée et désespérée des choses. De blanches maisons mettent leur tache sur le brun et le vert des collines. Des paysages quelquefois durs, mais où l’on sent toute la grande atmosphère de la campagne, les plaines qui s’enfuient et les grands ciels ».
La décennie s’achève avec d’autres expositions dans des galeries parisiennes d’avant-garde dont celle d’Irène de Champigny qui lui propose, en février 1927, de participer à une exposition sur les « Paysages des banlieues et bords de rivières », deux thèmes récurrents dans l’œuvre de Chotin. Ce sont, ensuite, au tour des galeries de Varenne, de L’Arc  et Zak de prêter successivement leurs cimaises à l’artiste. La liste des expositions n’est pas exhaustive, mais la présence de Chotin en galerie est nettement moins documentée après les années 1930. Il apparait que, depuis 1922, date de sa première participation, Chotin adresse aux Indépendants essentiellement des paysages. Ces œuvres ne sont pas sans évoquer les toiles contemporaines peintes par Maurice de Vlaminck et Dunoyer de Segonzac, ce dernier empruntant à la tradition hollandaise son « refus de toute anecdote, de tout pittoresque, au profit de rythmes puissants » . Comme lui, Chotin « simplifie le motif, renforce l’impression de silence et de solitude qui monte du sol ». 
Les œuvres de Marcel Chotin rehausseront encore de leur présence les allées du Salon des indépendants  jusqu’au début des années soixante. Le peintre, presque octogénaire, adresse alors des toiles anciennes, comme pour maintenir sa présence et honorer ses anciens amis. Aux Indépendants de 1963 et 1964, il présente successivement un « Autoportrait »  de jeunesse, puis le portrait de Maurice Loutreuil décédé trente-neuf ans plus tôt. Chotin s’éteint, quant à lui, le 20 décembre 1969.

## Œuvres dans des musées
- Le barrage de Suresnes, non daté. Musée Géo-Charles, Echirolles